# San Pedro el Puy
San Pedro el Puy är en ort i Mexiko.   Den ligger i kommunen Venustiano Carranza och delstaten Chiapas, i den sydöstra delen av landet, 800 km sydost om huvudstaden Mexico City. San Pedro el Puy ligger 626 meter över havet och antalet invånare är 316.
Terrängen runt San Pedro el Puy är kuperad åt nordväst, men åt sydost är den platt. Runt San Pedro el Puy är det ganska glesbefolkat, med 50 invånare per kvadratkilometer. Närmaste större samhälle är Venustiano Carranza, 3,6 km norr om San Pedro el Puy. I omgivningarna runt San Pedro el Puy växer huvudsakligen savannskog.